# Tulum (formaggio)
Il Tulum (in turco: Tulum Peyniri) è un formaggio tradizionale turco prodotto con latte di capra stagionato in un involucro di pelle di capra, chiamato in turco tulum. Grazie al suo sapore unico, in Turchia esso viene consumato preferibilmente come meze di accompagnamento al rakı.

## Caseificazione

### Metodo convenzionale
Il Tulum viene prodotto riscaldando latte di capra ad alto contenuto di grassi a una temperatura di 30 °C: successivamente lo si lascia inacidire aggiungendo una coltura di avviamento. Il latte inizia quindi a coagulare. Dopo circa un'ora, il latte viene interamente convertito in cagliata e siero di latte.La cagliata viene drenata e ripetutamente tagliata da coltelli speciali in cubetti più piccoli permettendo al siero di drenare. Durante questo processo la temperatura è mantenuta costante. La cagliata viene raccolta in una garza di canapa, che è stata pulita, raffreddata e bagnata prima dell'uso. I pacchi di cagliata vengono poi appesi per otto ore per consentire loro il drenaggio e la stagionatura. La cagliata nella garza viene quindi pressata in una forma con una copertura di legno. Un peso viene posto sul coperchio per diverse ore consentendo di spremere più siero di latte. La cagliata viene successivamente tagliata a pezzi della forma e misura di una saponetta e immersa in salamoia. I pezzi vengono quindi disposti su un bancone e stagionati per 24 ore.
Il giorno seguente, la cagliata viene schiacciata a mano, impastata con latte crudo di capra e poi ficcata in un involucro di pelle di capra, che è stato pulito e salato. Il ripieno di cagliata viene ricoperto di sale e l'apertura del budello viene fissata con una corda.  Per la maturazione, l'involucro di pelle di capra viene conservato in un luogo fresco come una grotta o una cantina a una temperatura di 10-12 °C per circa sei mesi. L'involucro può essere forato sui lati per consentire il drenaggio del siero residuo.

### Metodo industriale
Contrariamente al formaggio fatto in casa, il tulum commerciale è fatto con latte di capra con un contenuto di grassi inferiore, e impastato con latte di bufala o di pecora, maturato in budelli di mucca, e prodotto con un processo accelerato che lo rende, tuttavia, meno durevole. Il suo sapore è leggermente diverso e può ammuffire. La maturazione del tulum prodotto commercialmente è comunemente praticata anche in barili di plastica.

## Zone di produzione del Tulum

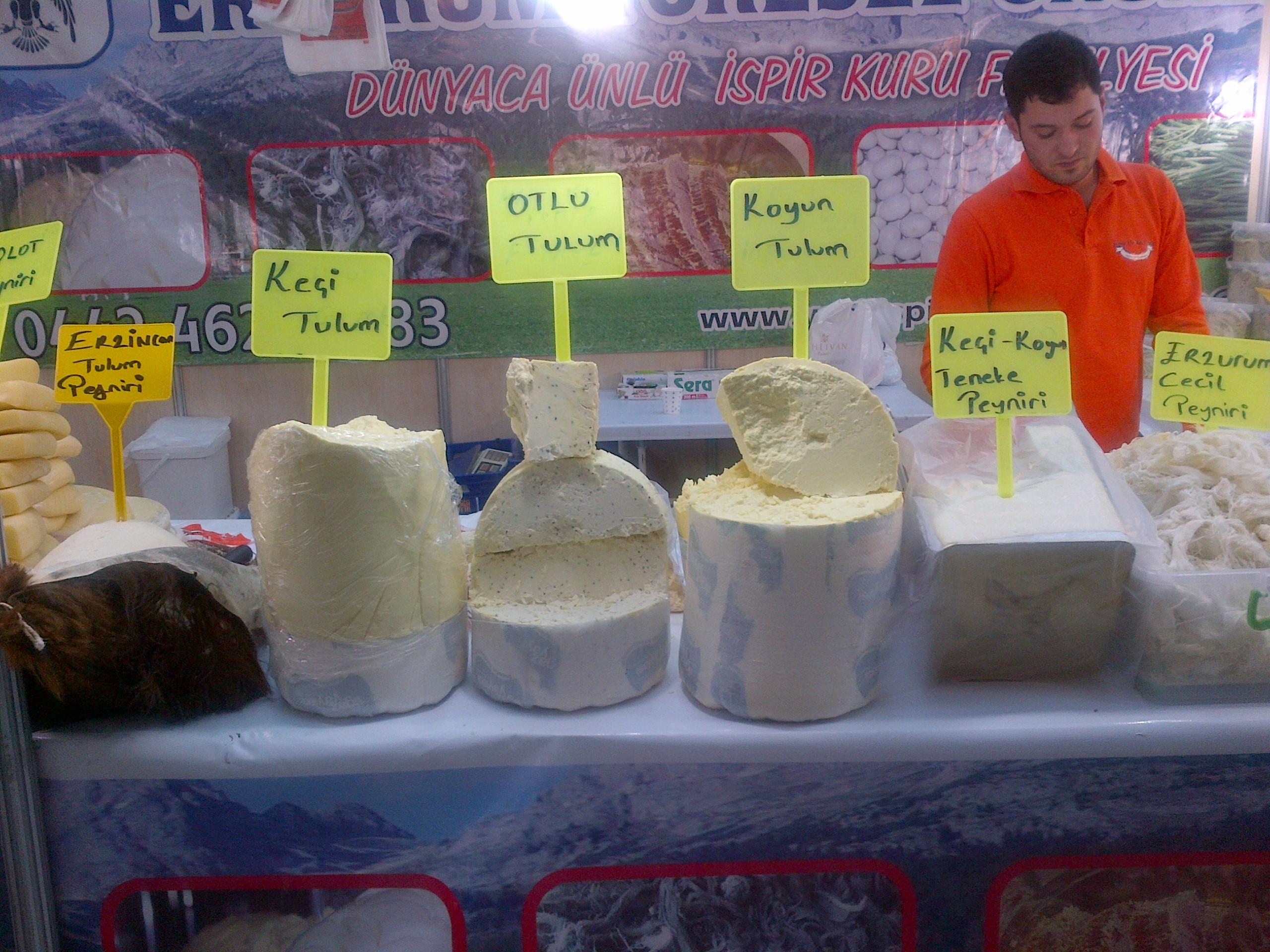
Diversi tipi di tulum; al centro "Otlu tulum peyniri", o tulum alle erbe, ad Ankara

Il formaggio tulum turco si differenzia a seconda della zona di produzione. A seconda della provenienza, esso differisce nel gusto a causa della variazione delle tecniche di produzione. I Tulum più importanti sono:

### Tulum di Erzincan
Prodotto nella provincia di Erzincan, nella regione dell'Anatolia Orientale.

### Tulum di Izmir
Il formaggio tulum di Izmir (Smirne) si differenzia da altre varietà regionali di formaggio tulum per la lavorazione e le caratteristiche. Prodotto nelle province della Regione del Mar Egeo come Smirne, Aydin, Manisa, Muğla e Balıkesir, è prodotto con latte crudo riscaldato a 60-65 °C e raffreddato immediatamente fino a raggiungere la temperatura di acidificazione. Le cagliate sono salate in soluzione al 16 percento e trattate per una notte. La cagliata viene poi riempita in barattoli con soluzione di salamoia al 12 per cento per la maturazione.

### Tulum di Divle
Divle è un villaggio nel distretto di Ayrancı della provincia di Karaman nella regione dell'Anatolia Centrale.

### Tulum di Çimi
Çimi è un villaggio nel distretto di Akseki nella provincia di Antalya, nella regione del Mar Mediterraneo.

### Tulum di Kargı
Prodotto a Kargı nella provincia di Çorum nella regione del Mar Nero, questa varietà si avvicina di più al tulum tradizionale. La produzione annuale è di 25 tonnellate e viene consumata principalmente a Çorum e nelle province limitrofe di Kastamonu, Samsun e Ankara.